# Rest Your Love on Me
Rest Your Love on Me is een countryballade van de Bee Gees. Het is geschreven door Barry Gibb en werd in het najaar van 1978 uitgebracht als B-kant van de single Too Much Heaven. In sommige Europese landen was het echter de A-kant.

## Achtergrond
Rest Your Love on Me werd op 2 mei 1976 opgenomen tijdens de sessies voor het album Children of the World. Stephen Stills (Crosby, Stills & Nash (& Young)) speelde mee op bas. Het lied paste echter niet bij de rest van het album dat vooral gekenmerkt werd door disco-invloeden zoals op de hitsingle You Should Be Dancing waaraan Stills eveneens zijn medewerking verleende. Zelfde verhaal met Where Do I Go?, een van de andere countrynummers die Barry Gibb schreef. 

## Coverversies
- Vlak voordat de single uitkwam vertolkte Andy Gibb het tijdens het Unicef-gala als duet met Olivia Newton-John. Vervolgens namen ze het op voor Gibbs album After Dark (Andy Gibb) dat in 1980 verscheen. Deze versie werd in 1984 vertolkt door Sandra Reemer en Ferdi Bolland in AVRO's Show van de Maand.

- The Osmonds namen het op voor hun album Steppin' Out dat door Maurice Gibb werd geproduceerd.

- In 1981 verscheen de versie van Conway Twitty; het werd zijn 25e #1-hit in de country-charts.

- De Surinaamse groep Rhythm Sound nam het in 1983 op als Mi Lobiwang.

- Datzelfde jaar verscheen de versie van de Canadese reggaezanger Jimmy Reid welke op zijn beurt in 2012 werd gecoverd door George Nooks.